# 波氏絨杜父魚
波氏絨杜父魚，為輻鰭魚綱鮋形目杜父魚亞目絨杜父魚科的其中一種，為溫帶海水魚，分布於北太平洋阿留申群島至美國加州海域，棲息深度25-925公尺，本魚體上部有色彩斑點,腹面灰白，尾鰭圓,四或五個模糊的較黑鞍狀花紋橫過背部，二條黃褐色的斑紋橫過頭部，在刺狀背鰭的薄膜上有紅褐色斑點，在胸鰭上黃色褐色的交互條紋，淡灰色的在臀鰭上有細的黑色斑點與橘色的區塊，在尾鰭上紅黑色的褐色有灰色褐色的細的垂直斑紋，背鰭硬棘13-14枚、背鰭軟條11-12枚，臀鰭軟條13枚，體長可達73公分，棲息在底層水域，生活習性不明。